# Taranowanie
Taranowanie (taran) – sposób walki polegający na uderzeniu własnym obiektem (samolotem, okrętem lub pojazdem) w podobny obiekt nieprzyjaciela w celu jego uszkodzenia lub zniszczenia.

## Na morzu

### W starożytności

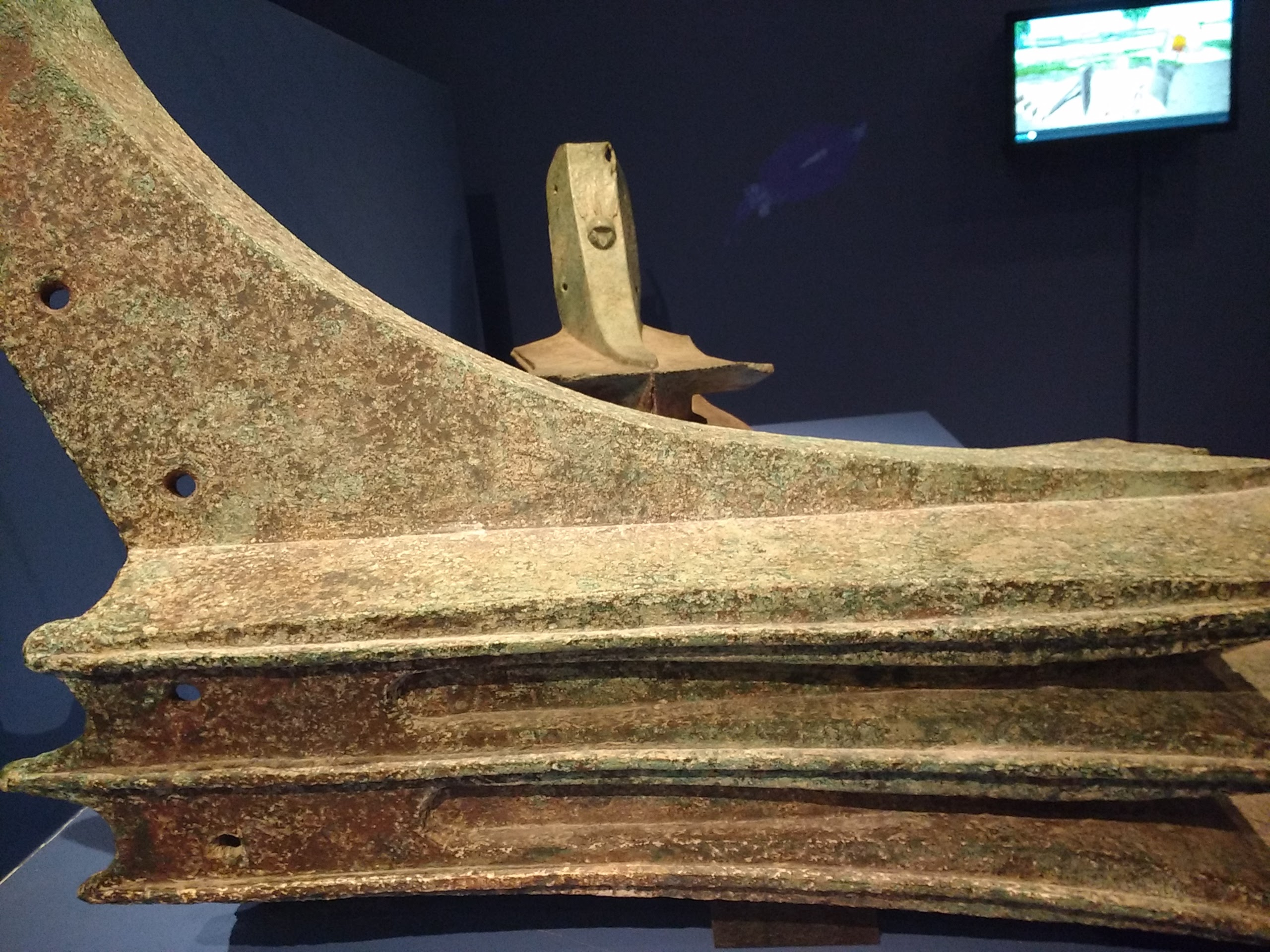
Taran okrętu kartagińskiego z połowy III wieku p.n.e.

Taranowanie najwcześniej i najpowszechniej stosowano w walce na morzu, jako początkowo najskuteczniejszy sposób zniszczenia okrętu przeciwnika. W tym celu w konstrukcji okrętów już w starożytności stosowano na dziobie okuwaną brązem ostrogę, przekształconą następnie w zaostrzony taran, służący do przebijania poszycia atakowanego okrętu pod linią wodną.
W epoce brązu brak jeszcze narzędzi do taranowania w konstrukcji okrętów egipskich i obcych (np. minojskiej Krety) z okresu Nowego Państwa oraz przekonujących świadectw ich używania podczas walk prowadzonych z tzw. Ludami Morza (XII w. p.n.e.). W mocowaną dodatkowo do kadłuba ostrogę dziobową wyposażone były natomiast wojenne okręty Fenicjan, co potwierdzają świadectwa ikonograficzne z VIII/VII w. p.n.e. Jest ona także cechą okrętów Greków już w epoce homeryckiej, bo powszechnie wyposażone są w nią wczesne pentekontery.

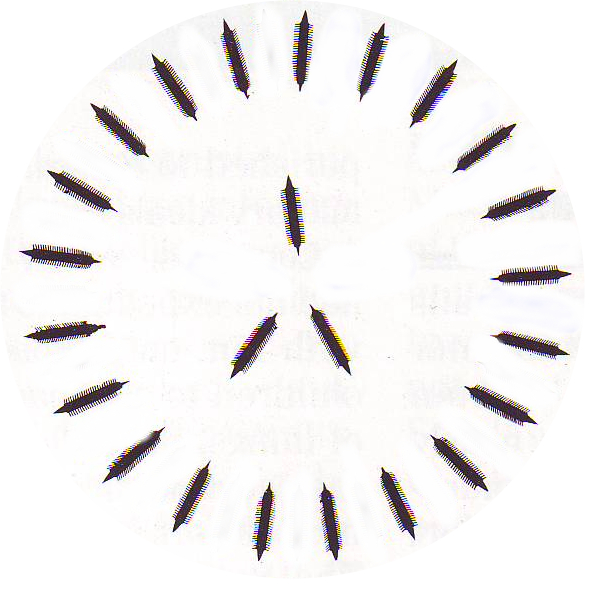
Schemat szyku obronnego przed taranowaniem (kyklos)

Po rozpowszechnieniu triery taranowanie stało się przeważającą taktyką walki morskiej, w czym szczególnie wyróżniali się Ateńczycy z flotą wyposażoną w szybkie okręty o niewielkim zanurzeniu i w świetnie wyszkolone załogi. Wymagało również doświadczonych dowódców właściwie oceniających sytuację, gdyż manewr ten, mocno wyczerpujący siły wioślarzy, można było zastosować najwyżej dwukrotnie. Podczas taranowania okręt musiał poruszać się z należytą szybkością, by idąc zbyt wolno nie pozwolić na wycofanie się przeciwnika, bądź też uniknąć zbyt głębokiego wbicia tarana (i unieruchomienia) przy rozwinięciu nadmiernej prędkości. Atakowani zwykle bronili się przed taranowaniem kierując dzioby okrętów w stronę nieprzyjaciela, aby nie zbliżył się on z boku czy od rufy. Atakujący natomiast stosowali wobec linii wrogich okrętów jej przełamanie (diekplous) z szybkim nawrotem i taranowaniem ich od tyłu, co nawet przy dobrym wyszkoleniu wymagało niezwykłej koordynacji i precyzji wykonania (pomysł ten przypisuje się Fenicjanom). Przed tym manewrem broniono się sformowaniem okrętów w szyku kolistym (w krąg – kyklos) lub przynajmniej w półkole, dziobami na zewnątrz. W ataku stosowano też oskrzydlenie (periplous), polegające na okrążeniu szyku przeciwnika z boku i zaatakowaniu go od rufy. Obronnym kontrmanewrem było tu rozciągnięcie własnego szyku (często z oparciem jednego skrzydła przy brzegu) albo też sformowanie go dwuszeregowo bądź z niewielkim odwodem.

### W czasach nowożytnych

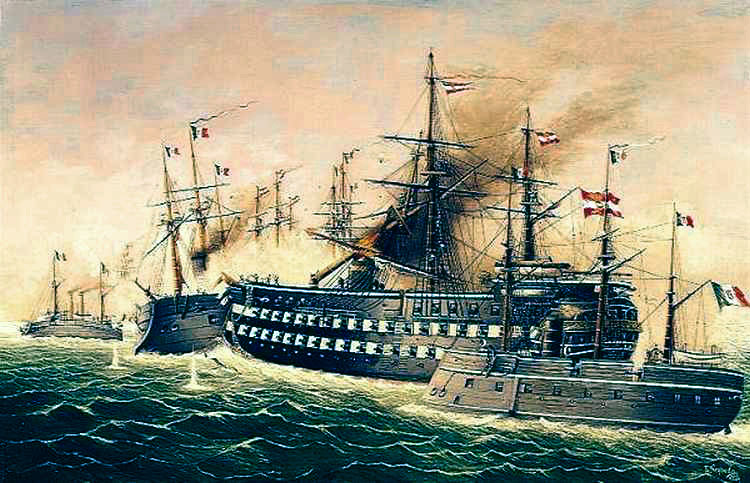
Austriacki pancernik „Kaiser” taranuje włoską fregatę „Re di Portogallo” podczas bitwy pod Lissą w 1866 roku

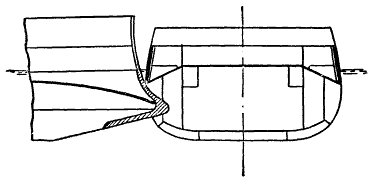
Schemat uderzenia taranem własnego okrętu w jednostkę pływającą wroga

Taranowanie stosowane było powszechnie w epoce okrętów wiosłowych z uwagi na względną łatwość ich manewrowania, niezależnego od wiatru, natomiast taktyka ta nie była na ogół przydatna w epoce okrętów żaglowych i została zastąpiona przez abordaż. Taranowanie jako metoda walki pojawiła się ponownie w połowie XIX wieku, z chwilą zastąpienia żagli maszynami parowymi. Impulsem tego stało się pojawienie się okrętów pancernych, w dużej mierze odpornych na ostrzał artylerii. Taran ponownie został zastosowany po raz pierwszy w konstrukcji francuskich pancerników typu Magenta, zwodowanych w 1861 roku.
W 1861 roku również podczas wojny secesyjnej zbudowano pierwszy taranowiec – okręt, dla którego taran stanowił główną broń – konfederacki „Manassas”. 11 października 1861 roku zadebiutował on bojowo przeciw okrętom Unii w ujściu Missisipi, uszkadzając korwetę USS „Richmond”. Taranowanie następnie stało się istotną taktyką walki w specyficznych warunkach starć na ograniczonych akwenach rzek i zatok przybrzeżnych USA, stosowaną przez obie strony, szczególnie podczas kampanii na Missisipi. Wykorzystywano do tego w mniejszym zakresie okręty wyposażone w taran, a w większym jednostki z mocną konstrukcją dziobu, następnie dodatkowo wzmacnianą, adaptowane ze statków cywilnych. 10 maja 1862 roku na Missisipi pod Fortem Pillow zadebiutowała specjalna eskadra taranowców Konfederacji, a 6 czerwca, z lepszymi skutkami, analogiczna flotylla Unii pod Memphis. 31 stycznia 1863 roku konfederacki okręt pancerny CSS „Palmetto State” korzystając zaskoczenia uszkodził taranem kanonierkę USS „Meredith” pod Charlestonem. Po wojnie secesyjnej, 11 czerwca 1865 roku taranowanie zastosowali Brazylijczycy w bitwie u ujścia Riachuelo, uszkadzając trzy okręty paragwajskie.
Do kilku przypadków skutecznego taranowania doszło podczas bitwy pod Lissą w 1866 roku, co wywołało błędny pogląd o wciąż dominującym znaczeniu taranowania i spowodowało szerokie ponowne wprowadzenie taranu do konstrukcji okrętów. Mimo to w obliczu rozwoju artylerii okrętowej nowoczesna wojna morska już tylko sporadycznie stwarzała możliwości taranowania wroga i w wojnie na morzu miało ono w XX wieku marginalne znaczenie. W konstrukcji okrętów liniowych zaprzestano ostatecznie stosować taran po I wojnie światowej, na okrętach lżejszych klas (krążowniki, niszczyciele) – jeszcze przed I wojną światową.
Po I wojnie światowej taranowanie jednostek nawodnych było już rzadkością. Z uwagi na spore niebezpieczeństwo dla konstrukcji własnego okrętu, zwykle decydowano się na taranowanie lżejszych jednostek. Znanym przypadkiem tego typu było zatopienie amerykańskiego kutra torpedowego PT-109 dowodzonego przez Johna F. Kennedy’ego przez japoński niszczyciel „Amagiri” 2 sierpnia 1943 roku. Nie ma jednak pewności, że był to efekt celowego działania, a nie przypadkowa kolizja. Zdarzały się również przypadki taranowania większych jednostek, niemniej w takich sytuacjach był to zazwyczaj manewr samobójczej desperacji. Słynnym zdarzeniem była staranowanie przez uszkodzony niszczyciel HMS „Glowworm” niemieckiego krążownika ciężkiego „Admiral Hipper” 8 kwietnia 1940 roku, zakończona zatonięciem niszczyciela i uszkodzeniem „Hippera”.

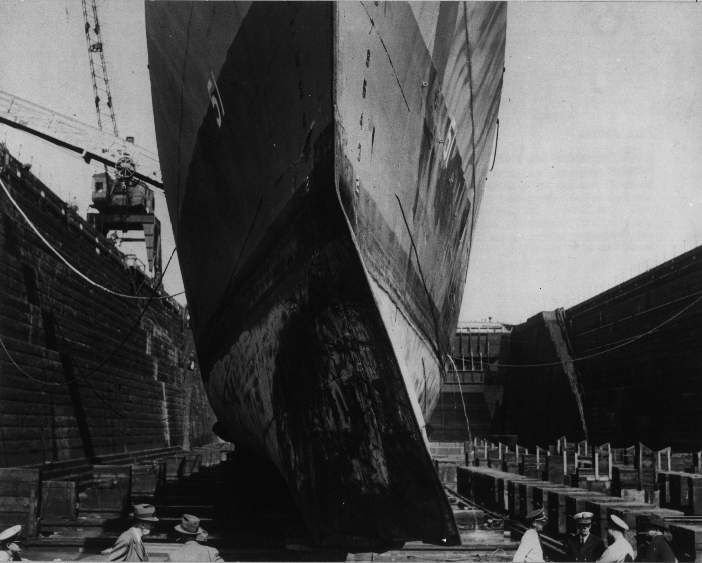
Uszkodzony dziób niszczyciela USS „Buckley” po taranowaniu okrętu podwodnego U-66

Dochodziło również do taranowania (lub jego prób) okrętów podwodnych, zwłaszcza U-Bootów wynurzonych z powodu uszkodzeń po ataku bomb głębinowych. Szybkie skracanie dystansu do okrętu podwodnego przez atakującą jednostkę było rozsądną taktyką, ponieważ ograniczało m.in. szansę zostania storpedowanym i umożliwiało celniejszy ostrzał, także z broni mniejszego kalibru. Niebagatelne znaczenie miał również efekt psychologiczny – widok nacierającego z dużą prędkością przeciwnika odbierał wolę walki i czasami prowadził do opuszczenia przez załogę i samozatopienia U-Boota. Ponadto nawet w sytuacji, w której okręt podwodny dzięki zanurzeniu zdołał uniknąć uderzenia, atakująca jednostka była w dogodnej pozycji do użycia bomb głębinowych po przepłynięciu nad celem. Samo taranowanie było jednak niebezpieczne dla atakującego, ponieważ narażało go na ryzyko poważnych uszkodzeń kadłuba, aczkolwiek z reguły nie śmiertelnych dla okrętu nawodnego. Przykładowo U-333 w październiku 1942 roku przetrwał dwukrotne staranowanie przez korwetę HMS „Crocus”. Dwumetrowa wyrwa w burcie brytyjskiego okrętu na wysokości linii wodnej spowodowała zalanie dziobowych sekcji kadłuba. Staranowanie U-357 grudniu 1942 roku doprowadziło do rozcięcia okrętu podwodnego na pół, ale i poważnego uszkodzenia niszczyciela HMS „Hesperus” (rozerwane poszycie dna, wgnieciony dziób, zniszczona kopuła sonaru, odgięta stępka), który w efekcie musiał zostać podany trzymiesięcznemu remontowi (podobnie jak po wcześniejszym staranowaniu U-93). Uszkodzenia układu napędowego po uderzeniu w U-444 zastopowały niszczyciel HMS „Harvester” i sprawiły, że stał się on celem U-432. Uszkodzony okręt podwodny został dobity (taranem) przez korwetę Wolnych Francuzów „Aconit”, która zdołała również zatopić U-432. W listopadzie 1943 roku U-405 został staranowany przez niszczyciel USS „Borie”; obie jednostki sczepiły się ze sobą. Doszło do walki z użyciem broni maszynowej i ręcznej, w jej wyniku zginęło 35 członków załogi U-Boota. Po rozdzieleniu okrętów Niemcy dokonali samozatopienia, ciężko uszkodzony USS „Borie” został dobity następnego dnia przez amerykański samolot .
Zamiast taranowania starano się dążyć do abordażu uszkodzonego U-Boota, celem pozyskania materiałów wywiadowczych, a nawet doprowadzenia zdobytej jednostki do własnego portu.

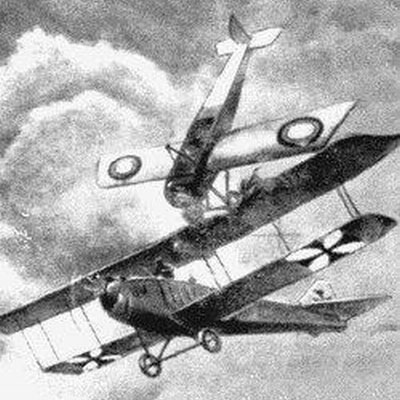
Pierwsza walka samolotów (taran Niestierowa)

## W powietrzu
Taran jako technika walki sporadycznie zdarzał się także w lotnictwie wojskowym, jednakże ten sposób ataku zawsze wiązał się z dużym niebezpieczeństwem, a często pewnością zniszczenia także własnego samolotu. Dlatego też technika ta zwykle stosowana była przez pilotów w ostateczności, np. po uprzednim uszkodzeniu własnego samolotu w walce. Jako pierwszy zastosował taranowanie w walce powietrznej rosyjski pilot Piotr Niestierow 8 września 1914 roku, zakończone zniszczeniem samolotów i śmiercią obu załóg. W tym okresie, na początku I wojny światowej, samoloty nie przenosiły jeszcze skutecznego uzbrojenia do walki z samolotami. Szczególnie często taranowanie stosowane, a nawet do pewnego stopnia propagowane było w ZSRR podczas II wojny światowej. Dwóch pilotów trzykrotnie staranowało samoloty wroga, a jeden – Boris Kowzan nawet czterokrotnie. Według najnowszych badań, radzieccy lotnicy wykonali przynajmniej 636 skutecznych taranów podczas wojny, z tego 227 (35,7%) poniosło śmierć podczas ataku lub po nim, a 233 zdołało wylądować swoim samolotem.
Taranowanie stosowane było także jako samobójczy sposób walki, dotyczyło to także taranowania okrętów lub celów naziemnych przez samoloty (zobacz kamikaze).